# 席豫
席豫（680年—748年），字建侯，襄州襄陽县（今湖北省襄陽市）人，後遷徙到河南（今河南省洛陽），北周昌州刺史席固七世孫，官至禮部尚書，六十九歲逝世，謚曰文。 追贈江陵大都督、襄陽縣侯。席豫與韓休、許景先、徐安貞、孫逖四人齊名，《全唐詩》存有詩五首。

## 生平
長安年間，十六歲的席豫參加考試，考中舉人，恰逢父親去世所以沒有出仕。
景龍元年（707年），安樂公主李裹兒要求唐中宗廢去太子，立自己為皇太女，席豫聽聞此事，歎息認為西漢末年時外戚王莽橫行，梅福上書抨擊朝廷，天底下正直的不只梅福他一個，於是上書請求唐中宗早點立太子，言辭深刻而切實，此事受世人稱讚。太平公主知道後，打算推薦席豫為諫官，席豫對被太平公主推薦一事感到羞恥，於是逃走。
太極元年（712年），應考手筆俊拔科（科舉制科之一，文類科目），考中後補任襄邑縣尉。
開元年間，觀察使因席豫賢能而推薦他，席豫遷任監察御史，出任樂壽縣令。前任的縣令因親人去世而離職，席豫的母親當時生病，席豫上訴朝廷，於是改任懷州司倉參軍。後來席豫應考超拔群類科，又考中，但恰逢母親去世，於是又請辭。喪期後，被任命為大理丞，遷任考功員外郎。後歷任陽翟縣尉、中書舍人、鄭州刺史。
開元二十三年（733年），韓休輔政，推薦席豫可以接替他，席豫受唐玄宗讚賞擔任考功員外郎時的工作能力，於是升任吏部侍郎。席豫選才授官六年，提拔了不少優秀人才為國效力，被譽有眼光而能舉薦賢良，人們稱他為席公。
天寶年間，席豫升任禮部尚書，累封襄陽縣子。先後出任江南、江東、淮南、河北按察使。南方各地當時有個習俗，人們去世後並不埋葬，而是暴屍荒野，席豫對當地百姓進行入殮埋葬的教育，改變了暴屍的風俗。
天寶五年（746年），唐玄宗派時任禮部尚書的席豫、御史中丞王鉷、蕭隐之、諫議大夫韋見素、李麟、尚書左丞崔翹等七人分別到各地巡行按察各地風俗並獎懲各地官吏。
席豫病重後，遺令說他去世後三日更衣入棺，然後立即埋葬，不要因為喪葬的事情，誤了公私事，如果喪葬費不夠，就賣了住宅辦理後事。天寶七年（748年），席豫去世，享壽六十九歲。

## 軼事

### 詩人之冠冕
唐玄宗前往溫泉宮中的朝元閣賦詩，朝臣名人跟著一起賦詩，唐玄宗認為席豫之詩最工妙，詔曰：「詩人之冠冕」。

### 靈異事件
開元年間，時任監察御史的席豫前往河西審查。距離河西還有一段路，到達驛站後，席豫準備吃飯，席豫想吃羊肝，但店家目前沒有，席豫就鞭打管理驛站的官吏（唐宋時，御史、中使經過驛站，經常向主驛者提出過分要求。若招待不周，則驛吏往往遭到責罵鞭撻），不久，外面有人報告說肝已經來到。席豫見肝在盤中搖動不息，便派人撤下這道料理，然後拿了一匹絹，為羊鑄佛，過了半天左右，席豫突然死亡。席豫在陰間被陰間的使者帶去見閻王，閻王問他殺生有道，為什麼要活取肝，席豫回答本來他雖然想吃羊肝，但看見它動來動去，不敢吃。說完便看見一小佛從雲飛下，閻王起身禮拜，小佛說席豫說的是真的。閻王對羊說他不吃你的肝，現在有何打算？不久，席豫被放回陽間。

## 性格
席豫為官清廉，沒有私欲，為官不被權勢動搖，性情謙厚謹慎，做事認真負責。給家人、下屬的信件都不寫草書。有人認為這種小事何必認真。席豫回答小事都不認真的話，何況大事？

## 家庭

### 弟
- 席晉，以文章知名於時。

### 女
- 席氏，嫁唐朝水部郎中、眉州刺史李岑。[15][16]
- 席氏，志怪傳奇小說《廣異記》中提及為汝南周哲滯妻。[14]